# Stojan Danew

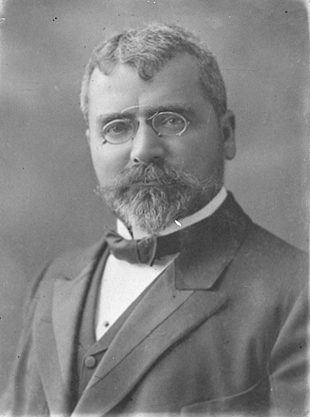
Stojan Danew

Stojan Petrow Danew (bulgarisch Стоян Петров Данев; * 28. Januar 1858 in Schumen; † 30. Juli 1949 in Sofia) war ein bulgarischer Politiker und zweimaliger Ministerpräsident (1902–1903 und 1913).

## Biographie

### Studium und berufliche Laufbahn
Nach dem Schulbesuch in Schumen und Prag begann er 1876 ein Studium der Rechtswissenschaften an der Universität Zürich, der Universität Leipzig sowie der Ruprecht-Karls-Universität Heidelberg, das er 1881 abschloss. Im Anschluss daran absolvierte er ein Postgraduiertenstudium der Politischen Wissenschaften an der École polytechnique in Paris, welches er 1883 beendete.
Nach seiner Rückkehr aus Frankreich ließ er sich 1884 als Rechtsanwalt in Sofia nieder. Später war er von 1894 bis 1898 Dozent für Internationales Recht an der Kliment von Ohrid-Universität Sofia.

### Abgeordneter und Minister
Noch während seiner Tätigkeit als Dozent begann er seine politische Laufbahn 1894 mit der Wahl zum Abgeordneten der Nationalversammlung, der er zunächst bis 1896 angehörte. 1897 wurde er Nachfolger von Dragan Kiriakow Zankow als Vorsitzender der 1884 gegründeten Progressivliberalen Partei (bulgarisch Прогресивнолибералната партия). Dieses Amt bekleidete er bis zu seinem Tode.
Bei der Parlamentswahl 1899 wurde er erneut zum Abgeordneten der bulgarischen Nationalversammlung gewählt, der er nunmehr bis zur 1920 angehörte. Am 5. März 1901 wurde er von Ministerpräsident Petko Karawelow zum Außenminister und Religionsminister in dessen Kabinett berufen.

### Ministerpräsident von 1902 bis 1903
Am 4. Januar 1902 wurde er von Fürst Ferdinand I. als Karawelows Nachfolger erstmals zum Ministerpräsidenten ernannt. In seiner bis zum 19. Mai 1903 dauernden Amtszeit übernahm er zugleich auch wiederum das Amt des Außenministers. Vom 8. Februar bis zum 22. März 1902 war er zusätzlich Unterrichtsminister.
In dieser Zeit war er ein starker Unterstützer des Russischen Reiches. Zugleich kam es zu einem Anwachsen der so genannten Mazedonienfrage. Insbesondere das in Sofia von Trajko Kitanschew gegründete Oberste Mazedonische-Edirne Komitee (OMEK) versuchte dabei eine Loslösung Mazedoniens vom Osmanischen Reich. 1902 kam es zu einem Aufstand dieser Bewegung im Gebiet des Flusses Struma, der jedoch niedergeschlagen wurde. Auf Anraten Russlands erließ Danew daraufhin ein Verbot der OMEK. Bis zum Ende seiner Amtszeit führte die Mazedonienfrage jedoch zu weiteren Spannungen. Aus Angst vor Unruhen im gesamten Gebiet Mazedoniens kam es daher am 19. Mai 1903 zu seiner Absetzung und Ablösung durch General Ratscho Petrow.

### Parlamentspräsident und Ministerpräsident 1913
Im Anschluss an seine Rücktritte zog er sich eine Weile aus dem politischen Rampenlicht zurück. Erst am 9. Juni 1911 übernahm er als Präsident der Nationalversammlung wiederum eine führende Rolle in der Staatsführung. Dieses Amt behielt er bis zum 1. Juni 1913. In dieser Funktion hatte er auch maßgeblichen Einfluss am Zustandekommen des Londoner Vertrages, den er am 30. Mai 1913 mit unterzeichnete und der den Ersten Balkankrieg beendete.
Nachdem jedoch Zar Ferdinand I. die Vertragsergebnisse kritisierte, entließ dieser Iwan Geschow und berief stattdessen am 14. Juni 1913 Danew zum Ministerpräsidenten. Allerdings verblieb er diesmal nur einen knappen Monat im Amt und wurde bereits am 17. Juli 1913 Wassil Radoslawow als Ministerpräsident abgelöst. Während seiner Amtszeit übernahm er erneut das Amt des Außen- und Religionsministers.
Am 28. November 1918 wurde er schließlich von Teodor Teodorow zum Finanzminister berufen. Dieses Amt übte er auch unter dessen Nachfolger Aleksandar Stambolijski bis zum 16. April 1920 aus.